# Boechera shockleyi
Boechera shockleyi là một loài thực vật có hoa trong họ Cải. Loài này được (Munz) Dorn mô tả khoa học đầu tiên năm 2003.